# Live (langue)
Pour les articles homonymes, voir Live.
 (mars 2019).
Si vous disposez d'ouvrages ou d'articles de référence ou si vous connaissez des sites web de qualité traitant du thème abordé ici, merci de compléter l'article en donnant les références utiles à sa vérifiabilité et en les liant à la section « Notes et références ».
Le live (ou livonien) est une langue appartenant à la branche fennique de la famille des langues finno-ougriennes, très similaire à l'estonien et proche du finnois. Autrefois largement parlé en Livonie, le live s'est éteint en 2013, mais possède à nouveau une locutrice native depuis 2020.

## Derniers locuteurs
En 2001, le nombre total de locuteurs était évalué à une quarantaine de personnes, mais seules huit d'entre elles avaient le live comme langue maternelle, la plus jeune étant née en 1926. Le nombre de personnes se considérant comme Lives, sans forcément parler la langue, est d'environ 230. Les locuteurs « natifs » étaient concentrés dans quelques villages situés à la pointe nord de la péninsule de Courlande (en Lettonie). Les autres personnes se considérant comme Lives résident en majorité dans les villes de Riga et Ventspils. Viktors Bertholds, probablement le dernier locuteur live (ou livonien) de la génération qui a appris le live comme première langue au sein d'une famille et d'une communauté livophones, est mort le 28 février 2009, ironie du sort le jour du Kalevala (fi) (jour du Kalevala, jour de la culture finlandaise). L'ultime locutrice du live, Grizelda Kristiņa, est morte au Canada à 103 ans le 2 juin 2013. Quelques Lives apprennent ou ont appris cette langue dans le but de la faire revivre bien que son utilisation soit peu fréquente.
Le live est enseigné dans des universités en Lettonie, en Estonie et en Finlande, ce qui permet au nombre de ses locuteurs (comme seconde langue) de croître chaque année.
En 2020, deux militants de la revitalisation du live, Jānis Mednis et son épouse Renāte (auteurs d'un manuel pour apprendre la langue aux enfants) ont donné naissance à une fille, Kuldi Medne, qu'ils ont élevée en lui parlant live. Il s'agit de la première, et actuellement unique, locutrice native de la langue depuis son extinction en 2013.

## Alphabet
| A a | Ā ā | Ä ä | Ǟ ǟ     | B b     | D d | Ḑ ḑ | E e | Ē ē | F f | G g | H h | I i | Ī ī | J j | K k | L l | Ļ ļ     | M m     | N n | Ņ ņ | O o |
| Ō ō | Ȯ ȯ | Ȱ ȱ | (Ö) (ö) | (Ȫ) (ȫ) | Õ õ | Ȭ ȭ | P p | R r | Ŗ ŗ | S s | Š š | T t | Ț ț | U u | Ū ū | V v | (Y) (y) | (Ȳ) (ȳ) | Z z | Ž ž |     |

Les lettres entre parenthèses représentaient des phonèmes qui n’étaient pas arrondis dans les générations suivantes.